# خانه آیت‌الله قدوسی
خانه آیت الله قدوسی مربوط به دوره قاجار است و در نهاوند، خیابان انقلاب، کوچه حاج خدارحم واقع شده و این اثر در تاریخ ۲۵ اسفند ۱۳۸۰ با شمارهٔ ثبت ۵۰۳۵ به‌عنوان یکی از آثار ملی ایران به ثبت رسیده است.